# جولیا گریزی
جولیا گریزی (ایتالیایی: Giulia Grisi؛ ۲۲ مه ۱۸۱۱ – ۲۹ نوامبر ۱۸۶۹) یک خواننده برجستهٔ اپرا اهل پادشاهی ایتالیا بود.
او در بسیاری از نقاط اروپا، ایالات متحده آمریکا و آمریکای جنوبی برنامه اجرا کرد و بسیاری وی را یکی از برترین سوپرانوهای قرن نوزدهم میلادی می‌دانند.
مقبرهٔ او در گورستان پر-لاشز پاریس است.